# 1291 Phryne
1291 Phryne (1933 RA) là một tiểu hành tinh vành đai chính được phát hiện ngày 15 tháng 9 năm 1933 bởi E. Delporte ở Uccle.